# ムザッファル・フサイン
ムザッファル・フサイン（生没年不詳）は、ティムール朝のヘラート政権の君主（在位：1506年 - 1507年）。
父は初代君主のフサイン・バイカラ。兄弟にバディー・ウッザマーンがいる。1506年に父がムハンマド・シャイバーニー・ハンへの遠征の行軍中に陣没したため、跡を継いだ。しかし、敵に敢然と立ち向かえるような人物ではなかった。1507年にシャイバーニー・ハンがヘラートに侵攻してくると兄弟はヘラートを捨てて逃亡し、ティムール朝は滅亡した。
ムザッファルはその後まもなく死亡した。